# Projo Waseso
Projo Waseso (* 25. September 1987 in Sidoarjo) ist ein indonesischer Bahn- und Straßenradrennfahrer.

## Sportliche Laufbahn
Projo Waseso begann seine Karriere 2006 bei dem indonesischen Wismilak Cycling Team. Im Jahr darauf gewann er bei den Südostasienspielen auf der Bahn die Bronzemedaille in der Einerverfolgung. 2010 entschied er eine Etappe der Tour of East Java für sich. 2018 trat der in seiner Heimat populäre Fahrer für das indonesische Nationalteam an.

## Erfolge

### Bahn
2007
- Südostasienspiele – Einerverfolgung

### Straße
2010
- eine Etappe Tour of East Java

## Teams
- 2006 Wismilak Cycling Team (ab 24. Juni)
- 2015 CCN Cycling Team (ab 1. Oktober)
- 2016 Black Inc Cycling Team (ab 10. März)
- 2018 Java-Partizan Pro Cycling Team (ab 6. Juni)